# Cenocoelius caryae
Cenocoelius caryae är en stekelart som först beskrevs av Sievert Allen Rohwer 1914.  Cenocoelius caryae ingår i släktet Cenocoelius och familjen bracksteklar. Inga underarter finns listade.